# LIVE 2004 ～en～
《LIVE 2004 〜en〜》是日本音樂組合B'z的主唱稻葉浩志的第1張影像作品。於2004年12月22日由B-VISION發行。

## 概要
自作為稻葉浩志首次SOLO巡迴演唱會於2004年7月起至9月舉行的『Inaba Koshi LIVE 2004 〜en〜』中，收錄了日本武道館公演模樣。以DVD・VHS 2種形態發售。於本作中未收錄在雨天限定演奏的（寂靜之雨）、僅在部分會場演奏的（一無所有的城市）。
2張DISC共同收錄了數種樣式的選單畫面，在選擇選單時，會以各個概率隨機切換。亦存在僅分別出現於DISC1和DISC2中的模式。在選擇音頻的選單中，使用了在演唱會上的中所使用的稻葉本人的臉部寫真。

## 成員
- 稻葉浩志：主唱、藍調口琴、吉他
- 大賀好修：吉他
- 綿貫正顯（日语：綿貫正顕）：吉他
- 麻井寛史（日语：麻井寛史）：貝斯
- 小島良喜（日语：小島良喜）：鍵盤
- 山口昌人（日语：山口昌人）：爵士鼓
- 德永曉人：和聲
- 大田紳一郎：和聲

## 收錄影像曲

### DISC 1
1. （唇）
2. （無法成眠是誰的錯）
3. 由來自小島良喜（日语：小島良喜）的風琴獨奏後開始演奏。
4. （凌晨3點的家庭式餐廳）
開頭插入了彩排風景與在新潟公演披露的即興演奏模樣。稻葉從此處開始演奏原聲吉他，本曲是僅與大賀好修的雙人演奏。
5. （歡迎回來）
doa的德永曉人與大田紳一郎加入和聲。當時是作為未發表曲披露，被收錄於巡演結束後所發行的專輯。
6. 與同樣當時是作為未發表曲披露。在巡演前半是演奏了。稻葉再度重回僅歌唱。

### DISC 2
1. 開頭插入了於2003年舉行的自身首次SOLO演唱會的模樣。由夾雜著成員介紹的即興演奏連結到本曲前奏。
2. 演奏了比原曲低的音調。
3. 與同樣當時是作為未發表曲披露。在巡演前半是演奏了。
4. 本編最終曲目。
5. （到遠方）
從此處開始安可。開頭插入了關於成為了巡演標題的「en」的稻葉訪談。
6. （無愛之路）

### Bonus Track（僅DVD附屬）
1. 如上所述僅在巡演前半演奏，自廣島公演起與成為了替換曲。稻葉演奏了原聲吉他。可從DISC2選單中的秘密章節播放。